# Lovefilm
Lovefilm International Ltd. (Eigenschreibweise LOVEFiLM) war ein Online-Verleih von Film-DVDs und -Blu-rays, zuletzt war es als Amazon-Unternehmen auch Video-on-Demand-Anbieter. Der Hauptsitz befand sich in London, die deutsche Zentrale in München.
Im Jahr 2014 wurde Lovefilm mit dem Amazon-Prime-Angebot zu Amazon Instant Video verschmolzen; am 31. August 2017 wurde der Betrieb von Lovefilm komplett eingestellt.

## Geschichte
Lovefilm wurde im Dezember 2003 vom Londoner Medienunternehmen Arts Alliance Media gegründet. Das Unternehmen entstand durch schrittweisen Kauf und Zusammenlegung verschiedener Gesellschaften. Die drei Hauptbeteiligten waren Online Rentals Limited, operierend als DVDsOnTap, ScreenSelect und Video Island. Online Rentals Limited wurde im Mai 2002 von Paul Gardner und Graham Bosher in Harlow, England gegründet. Im September 2003 folgten einerseits William Reeve und Alex Chesterman mit ScreenSelect und im selben Monat startete Saul Klein den Service Video Island – beide Unternehmen wurden in London gegründet. Im Oktober 2003 wurde Online Rentals Limited durch Arts Alliance Ventures, einer im Familienbesitz befindlichen Beteiligungsgesellschaft, aufgekauft. Im darauf folgenden Dezember gab DVDsOnTap bekannt, zukünftig unter der Marke Lovefilm aufzutreten.
ScreenSelect baute seine Marktposition durch den Aufkauf eigener Unternehmen aus. Nach dem Kauf von In-Movies im Dezember 2003 folgte im September 2004 der Zusammenschluss mit Video Island. Im Juni 2005 kaufte ScreenSelect das Unternehmen DVDs365, Eigentümer von Mailbox Movies, MovieTrak und Qflicks. Lovefilm kaufte wenige Monate später  Webflix. Beide Firmen bauten ihre Position auf dem skandinavischen Markt weiter aus; ScreenSelect übernahm BraFilm in Schweden und Norwegen, während Lovefilm Boxman in Schweden und Dänemark aufkaufte.
Bis zum Jahr 2006 war ScreenSelect mit 200.000 Abonnenten deutlich stärker im Markt vertreten als der Konkurrent Lovefilm mit bis dahin 100.000 Kunden. Im April 2006 fusionierten beide Firmen, wobei Plattform und Management von ScreenSelect beibehalten wurden. Das neue Unternehmen operierte unter dem Markennamen Lovefilm von seinem Hauptsitz in Acton im Westen Londons aus. Zum Ende des Jahres 2008 hatte Lovefilm die Marken ScreenSelect, Brafifilm und Boxman europaweit ersetzt.
In Deutschland bot Lovefilm seine Inhalte seit Oktober 2006 an. Der Versand der Datenträger wurde für Deutschland durch ein Versand-Zentrum in Elmshorn bei Hamburg abgewickelt. Im Februar 2008 kaufte das Unternehmen das DVD-Verleih-Geschäft von Amazon Deutschland für den deutschen und britischen Markt. Im Gegenzug wurde Amazon mit einem Anteil von 42 Prozent zum größten Aktionär von Lovefilm. Weitere Teilhaber waren Art Alliance Ventures, die Beteiligungsgesellschaften Balderton Capital, DFJ Esprit, Index Ventures und Octopus Ventures.
Im Mai 2010 erweiterte Lovefilm sein Angebot auf Titel ohne Jugendfreigabe. Diese waren jedoch nur für Kunden verfügbar, die nach der Anmeldung das Postident-Verfahren zur sicheren persönlichen Identifikation durchlaufen hatten.
Im Januar 2011 wurde bekannt, dass Lovefilm komplett von Amazon.com übernommen wird. Die Gesamtsumme der Übernahme betrug laut Medienberichten knapp 250 Millionen Euro. Im Januar 2012 gab Lovefilm bekannt, die Grenze von europaweit zwei Millionen Kunden überschritten zu haben.
Im Jahr 2014 wurde Lovefilm mit dem Amazon-Prime-Angebot zu Amazon Instant Video verschmolzen. Im August 2017 wurde der Betrieb von Lovefilm endgültig eingestellt.

## Angebot
Film-Versand
Kunden konnten Filme als DVD, Blu-ray Disc oder 3D-Blu-ray aus dem Angebot auf eine Leihliste setzen. Sie wurden per Post an die Kunden versendet, die Rücksendung war für sie kostenfrei.
Video-on-Demand-Dienste
Ab Dezember 2010 bot Lovefilm zusätzlich Video-on-Demand (VoD) an. Titel konnten nun über kompatible Endgeräte abgerufen werden. Ende des Jahres 2011 stellte Lovefilm die Streaming-Technologie von Adobe Flash auf Microsoft Silverlight um. Computer mit Linux- oder Unix-Systemen und Apple-PCs mit einer Betriebssystemversion von 10.5 oder niedriger konnten nun nicht mehr auf den Dienst zugreifen.
Ab Mai 2012 bot Lovefilm einen Teil der Inhalte auch in hochauflösender Qualität an.

## Abo-Modelle
Es waren verschiedene Pakete buchbar, die sich in der Anzahl der monatlich ausleihbaren beziehungsweise abrufbaren Titel unterschieden. Im kleinsten Paket konnten nacheinander zwei DVDs pro Monat ausgeliehen werden, im größten Paket gleichzeitig zwei und pro Monat eine unbegrenzte Anzahl DVDs. Es gab auch Pakete, die zusätzlich zum DVD- und Blu-ray-Verleih die Nutzung des VoD-Angebots ermöglichten.

## Unterstützte Geräte
Neben einer Wiedergabe über den PC konnte der Video-On-Demand-Dienst auch auf Videospielkonsolen, internetfähigen Fernsehern, internetfähigen Blu-ray-Abspielgeräten und dem Apple iPad genutzt werden. Mit den verfügbaren Apps für das Apple iPhone und Android-Geräte konnte nur das Kundenkonto und die Leihliste verwaltet, aber keine Inhalte abgerufen werden. FSK-18-Inhalte konnten nur auf dem PC, der PlayStation 3 und dem iPad abgerufen werden. Als Grund wurde die fehlende PIN-Eingabemöglichkeit der anderen Geräte genannt.